# Собор Непорочного Зачаття Пресвятої Богородиці (Тернопіль)
Собо́р Непоро́чного зача́ття Пресвято́ї Богоро́диці, або Терно́пільський катедра́льний собо́р — католицький храм в місті Тернопіль. Катедральний собор Тернопільсько-Зборівської архієпархії Української греко-католицької церкви. Названий на честь Непорочного зачаття Діви Марії. Збудований у 1749—1779 роках в стилі бароко на замовлення гетьмана Юзефа Потоцького, як Церква святого Вінсента при монастирі Ордену домініканців. У 1820—1848 роках належав єзуїтам. Зруйнований 1944 року в ході боїв за Тернопіль. Відбудований 1957 року. У 1978—1989 роках використовувався як Тернопільська картинна галерея. 1989 року переданий Українській греко-католицькій церкві, отримав статус собору. Пам'ятка національного значення Тернопільської області.

## Автори

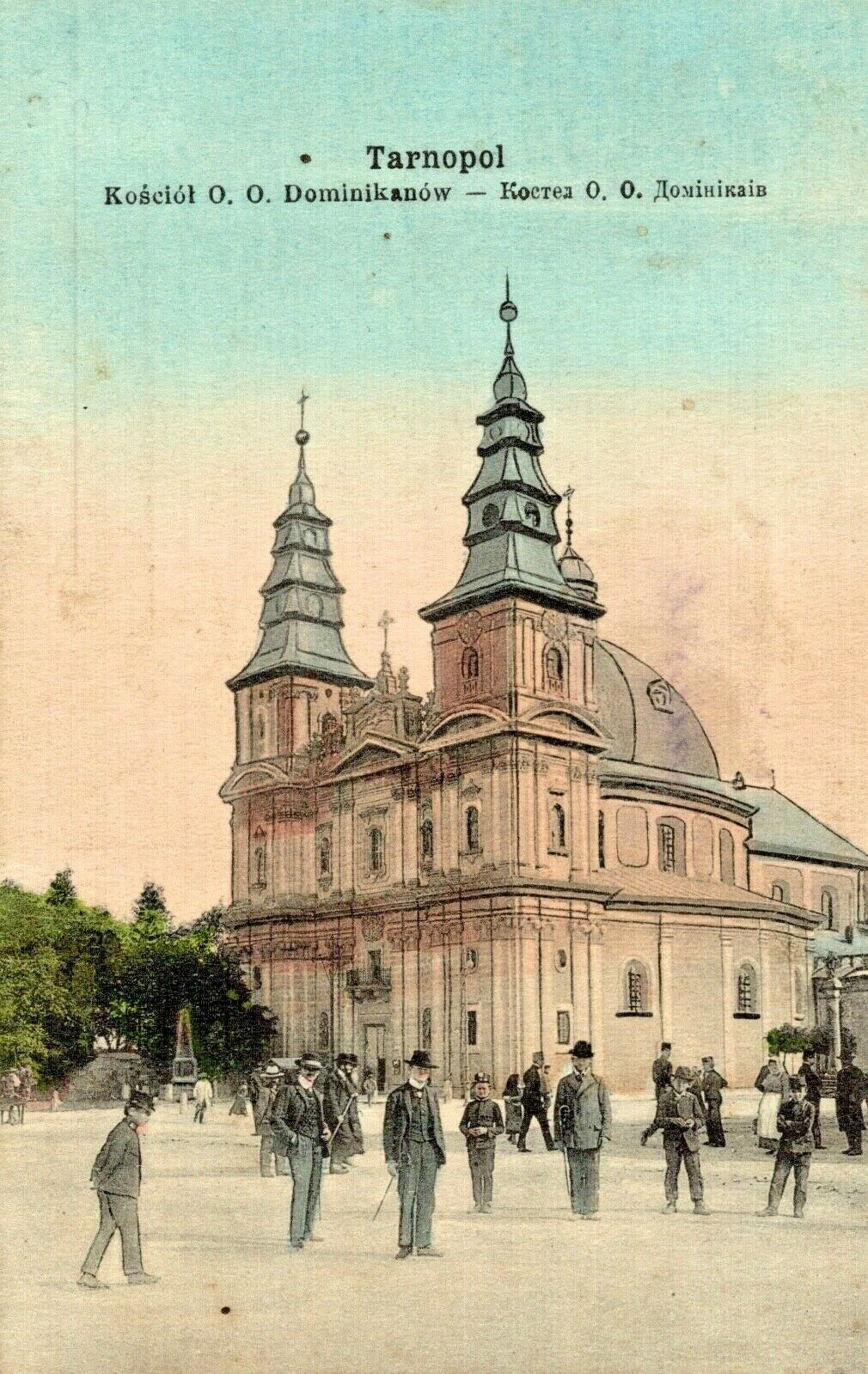
Катедра, 1910

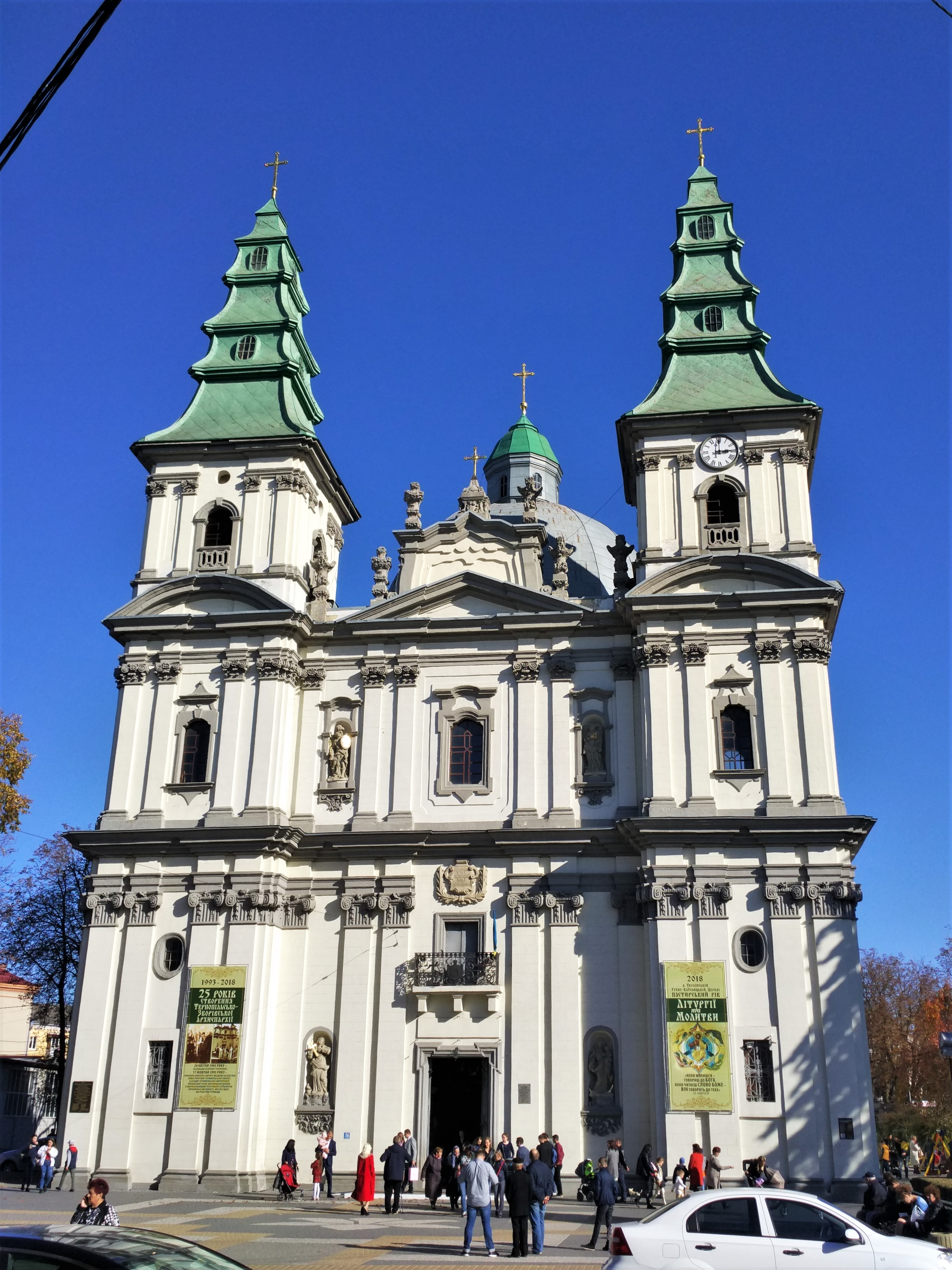
Фасад катедри

- Проєкт — Август Мошинський (є гіпотеза про авторство проєкту єзуїта Павла Гіжицького;[2] тривалий час авторство помилково приписували Янові де Вітте).
- Інтер'єр розписав Станіслав Строїнський, автор фресок бічних нав — Юзеф Хойницький
- Скульптура Себастьяна Фесінгера.[3]

## Історія храму
Храм збудований на розі міських валів. Дослідник історії міста Ізидор Кордуба вказував на існування урядового інвентарю 1652 року, до якого внесли православну Марійську церкву. Вона стояла на цьому ж місці, була суттєво пошкоджена після татарських нападів. Однак дідич — коронний гетьман Юзеф Потоцький — заборонив її реставрувати, натомість на її місці заснував у 1749 році римо-католицький костел разом з монастирем, які віддали в духовну опіку 12-м польським ченцям-домініканцям/
На утримання ченців фундатор костелу Юзеф Потоцький призначив щорічно 6000 злотих і записав село Стегниківці (нині Тернопільського району), яке мало належати ченцям доти, поки їх буде 12. У головній наві храму існувала мистецька епітафія його фундаторові значних розмірів, яку виконав львівський скульптор Ян Оброцький./
Перша назва — костел святого Вінсента Феррера/
Від 1772 року в монастирі розмістили установи Тернопільського округу (крайсу).
29 вересня 1820 року надвірна канцелярія видала розпорядження, згідно з яким домініканці змушені були переїхати до Жовкви, монастир передали оо. єзуїтам. Єзуїти перебували до 1848 року. Деякі приміщення займала гімназія. 20—22 жовтня 1851 року імператор Франц Йосиф I перебував у Тернополі, урочиста зустріч була в домініканському костелі міста.
1903 року до костелу повернулися домініканці. 1908—1910 рр. костел реставровано під керівництвом архітектора Владислава Садловського: споруджено новий купол, відновлено старі фрески і домальовано нові (художник Кароль Політинський), встановлено новий орган та малі вівтарі, електрифіковано.
У квітні 1944 році під час боїв за Тернопіль Домініканському костелу завдали значних руйнувань. Післявоєнна реставрація завершилась у 1959 році. 1978—1988 рр. розміщено Тернопільську картинну галерею. Від 1989 року — Кафедральний собор Непорочного Зачаття Пресвятої Богородиці УГКЦ (розпис центрального нефа виконав Георгій Журавський). У приміщеннях монастиря розташований Державний архів Тернопільської області.
Професор Мечислав Ґембарович досліджував та відтворив історію будівництва домініканського костелу Тернополя.
Для туристів планують розробити маршрут підземеллями та вежами храму, весною 2017 року розпочнуть роботи з облаштування оглядового майданчика в центральному куполі.
Великодньої ночі 23 квітня 2022 року Тернопільська катедра зазнала профанації: тернопільчанка на легковій автівці протаранила двері храму і в'їхала до середини, пошкодивши крилас і плащаницю. Акт сплюндрування пов'язують з російським вторгненням в Україну.

### Підземелля
Під церквою є велика підземна частина, в якій нині зберігаються деякі церковні речі. Ходи звідси, за припущеннями дослідників Тернополя, можуть вести до Театрального майдану, замку, інших тернопільських старовинних споруд. Частина ходів засипана землею, частина замурована. Склепіння підземелля — з каменю і старовинної цегли, кладка — вапняна.

## Опис
Споруда збудована з тесаного каменю в стилі бароко, оздоблена різьбою та кам'яними фігурами.
Куполи веж костелу мають певні аналогії з куполами веж костелу у Володаві та дзвіниці при костелі Святого Хреста в Турині. Схожу структуру фасаду має костел єзуїтів (нині собор Святого Воскресіння).

## Каплиця
22 грудня 2013 року з нагоди храмового празника архієпископ і митрополит Тернопільсько-Зборівський Василій Семенюк спільно з єпархом Бучацьким Дмитром Григораком, екзархом Луцьким Йосафатом Говерою, владикою Василем Івасюком, екзархом Одесько-Кримським і адміністратором Коломийсько-Чернівецьким та за участі декількох десятків священиків очолили Божественну Літургію, після якої посвятили новозбудовану каплиці для освячення води, що поблизу собору. В ній освячують воду на релігійні свята, а кожен тернополянин може набрати святої води за будь-якої потреби.
Каплиця — складна інженерна конструкція, яку будували більше року за проєктом архітекторів Василя Циця та Ігора Гордія. Щоб не закривати будівлю собору, капличку зробили зовсім «невагомою» — купол на чотирьох колонах, під яким — резервуар для води.

## Пам'ятник патріарху Йосифу Сліпому
З лівого боку від Собору у 2004 році відкритий та освячений пам'ятник патріарху Йосифу Сліпому.

## Годинник

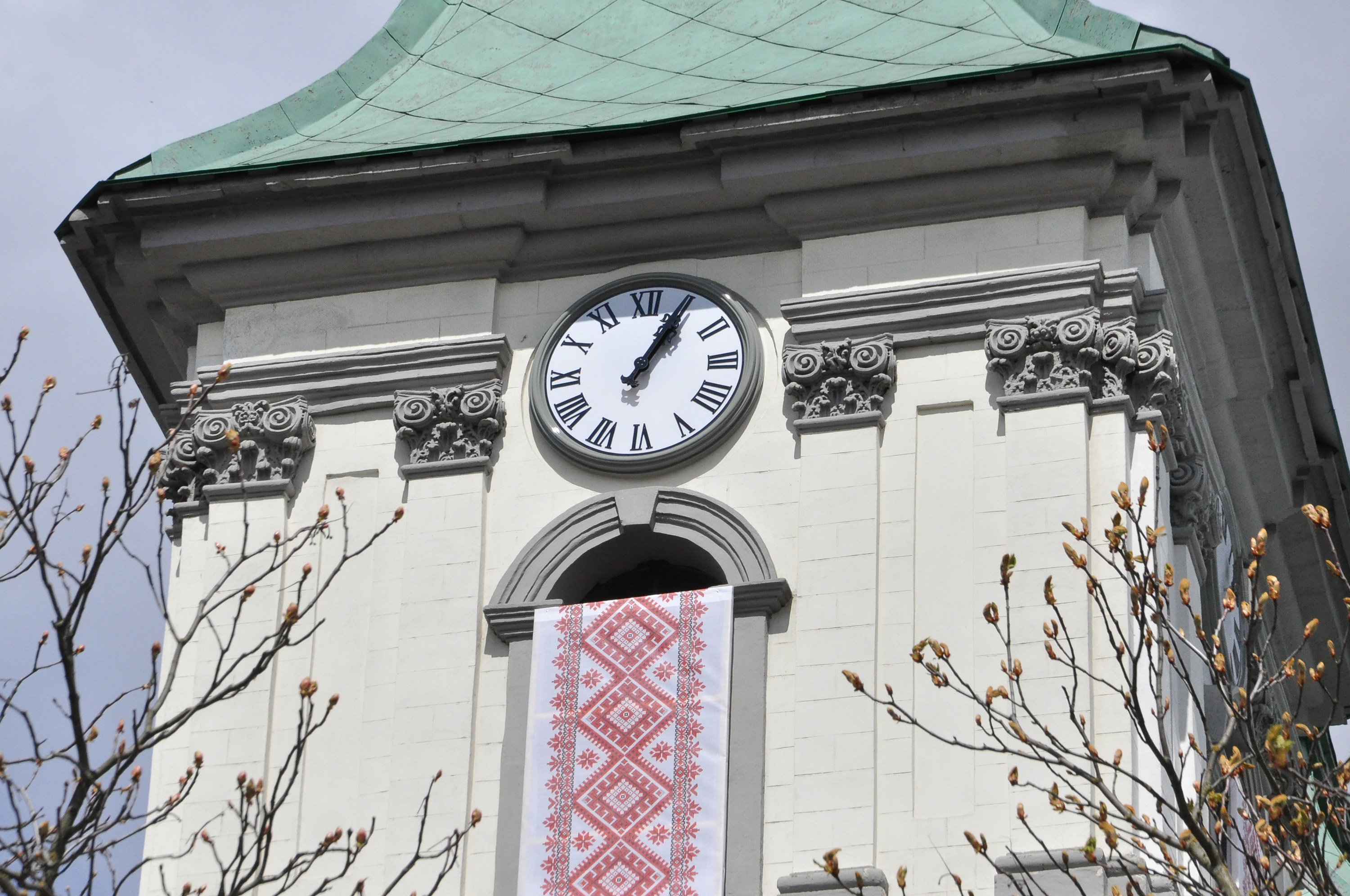
Новий годинник на дзвіниці церкви

9 квітня 2015 року на південну дзвіницю встановили годинник, який подібний до того, що був на церкві до Другої світової війни. Діаметр циферблата приблизно 1 м 60 см. Урочисте відкриття відновленого годинника планували на Пасху (Великдень) 12 квітня 2015.